# Persefone

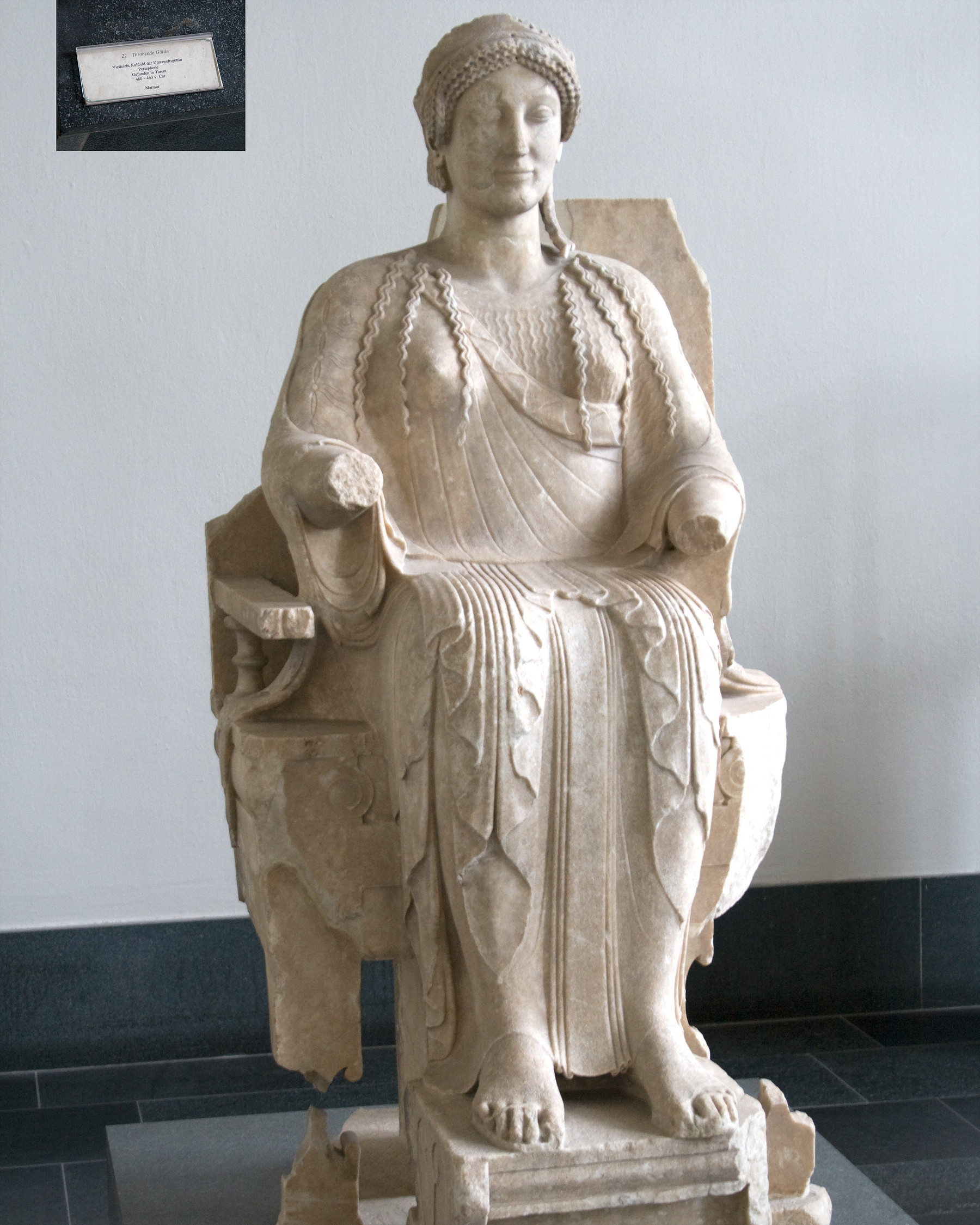
Grekisk gudinneskulptur, troligen föreställande Persefone, cirka 480–60 f.Kr., hittad i Tarentum

Persefone, även kallad Kore, var en gudinna i grekisk mytologi. Hon var dotter till Demeter och Zeus, samt mor till Macaria. 
Myten om Persefone och Demeter förklarar hur årstiderna uppstod.
När Persefone en dag plockade blommor på en äng tillsammans med sina väninnor, dök Hades, härskare över underjorden, upp ur marken och fick syn på henne. Han blev förälskad i Persefone och beslöt sig därför för att göra henne till sin hustru. Han rövade bort den protesterande Persefone och tog med henne ned till underjorden. Demeter vandrade runt jorden för att söka efter sin dotter, och i sin tröstlösa sorg vägrade hon att fullgöra sina plikter som fruktbarhets- och skördegudinna. All växtlighet vissnade och både djur och människor svalt.
Till slut beslöt Zeus att något måste göras när han hörde människornas desperata böner. Zeus visste att om Demeter inte fick tillbaka sin dotter skulle ingenting längre växa på jorden och allt skulle dö. Han befallde därför Hades att släppa Persefone fri och låta henne återvända till sin mor.
Men Hades lurade Persefone att äta ett granatäpple på sin väg upp från underjorden, vilket ledde till att hon var tvungen att stanna kvar. Om man en gång äter av de dödas mat, kan man aldrig lämna deras land. Zeus föreslog då att den mängd kärnor som Persefone ätit från granatäpplet skulle bestämma det antal månader hon skulle vistas på jorden hos Demeter. Resultatet blev att Persefone skulle tillbringa åtta av årets tolv månader på jorden och fyra i dödsriket.
När Persefone går upp till jorden kommer våren, och den fruktbara delen av året börjar. Men, när hon måste återvända till dödsriket under vintern, blir det mörkt och kallt på jorden och allt vissnar och dör. Detta eftersom Demeter sörjer att hennes dotter inte är hos henne.
Persefone återfinnes även i romersk mytologi men då under namnet Proserpina.